# 二咖啡酰酒石酸
二咖啡酰酒石酸菊苣酸（英語：Chicoric acid）又称西可酸（英語：Cichoric acid），是一种羟基肉桂酸，属于苯基丙酮类有机化合物，存在于多种植物物种中。 它是咖啡酸和酒石酸的衍生物。
作为区分紫锥菊（Echinacea purpurea）物种的合适标记，它通常使用RP-HPLC和薄层色谱（TLC）方法进行检测。

## 生物学功能
在体外和体内研究中，菊苣酸都被证明可以刺激吞噬细胞，抑制透明质酸酶（一种在人体内分解透明质酸的酶）的功能，保护胶原蛋白免受自由基的损害，以及抑制HIV-1整合酶的功能。